# Partisan (filme)
Partisan é um filme australiano de 2015 dirigido por Ariel Kleiman. O filme é estrelado por Vincent Cassel como Gregori, um líder de culto. O longa marca a estreia diretorial de Kleiman. Kleiman escreveu o filme com sua namorada Sarah Cyngler. Ele estreou no Festival de Cinema de Sundance de 2015.

## Sinopse
Um garoto de 11 anos, treinado para ser um assassino junto a outras crianças, começa a questionar o líder da sua comunidade.

## Produção
Enquanto a maioria das cenas do interior foram filmadas no país de residência de Kleiman na Austrália, o tiroteio exterior do filme foi filmado na Geórgia em 2013 por cinco semanas.
A trilha sonora do filme foi composta pelo músico eletrônico Oneohtrix Point Never.